# Barrancabermeja
Barrancabermeja è una città della Colombia, situata nel dipartimento di Santander. È sede della più grande raffineria di petrolio del paese.
Si trova a 101 km a ovest di Bucaramanga, sulle rive del fiume Magdalena nella regione del Magdalena Medio, che è il comune più esteso e il secondo in tutto il dipartimento.

## Economia
Nella raffineria di Barrancabermeja si trova il più grande impianto della Colombia, che appartiene alla compagnia statale Ecopetrol. Gran parte dell'economia della città ruota attorno l'industria petrolchimica, che ha sede in questa regione.
Il Complesso Industriale Ecopetrol SA raffina circa 252.000 barili al giorno, più dell'85% del consumo di prodotti petroliferi e il 90% di prodotti petrolchimici richiesti dal paese. Queste strutture occupano 206 ettari, dove sorgono più di 50 impianti di trasformazione e servizi industriali ed è autosufficiente sotto forma di vapore, energia elettrica, acqua industriale. Grazie a tutto ciò questo complesso è riconosciuto tra i più antichi e più grandi in America Latina.
Tra le altre attività economiche nella regione, hanno rilievo le operazioni portuali, petrolchimiche e i servizi logistici per trasporti, allevamento, pesca, agricoltura e commercio.